# Ministério do Desenvolvimento e Assistência Social, Família e Combate à Fome
O Ministério do Desenvolvimento e Assistência Social, Família e Combate à Fome (MDS) é responsável pelas políticas nacionais de desenvolvimento social, de segurança alimentar e nutricional, de assistência social e de renda de cidadania no país. É também o gestor do Fundo Nacional de Assistência Social (FNAS).
Criado em 23 de janeiro de 2004 pelo presidente Luiz Inácio Lula da Silva, cabe ainda ao MDS a missão de coordenar, supervisionar, controlar e avaliar a execução dos programas de transferência de renda, como o Fome Zero, cujo maior expoente é o cartão Bolsa Família, bem como aprovar os orçamentos gerais do Serviço Social da Indústria (SESI), do Serviço Social do Comércio (SESC) e do Serviço Social do Transporte (SEST). É ainda o órgão que coordena a Política Nacional de Assistência Social (PNAS) e o Sistema Único de Assistência Social (SUAS).
No governo Bolsonaro, a pasta foi incorporada ao Ministério da Cidadania, juntamente com o Ministério do Esporte e o da Cultura. Foi novamente instituído no Governo Lula.

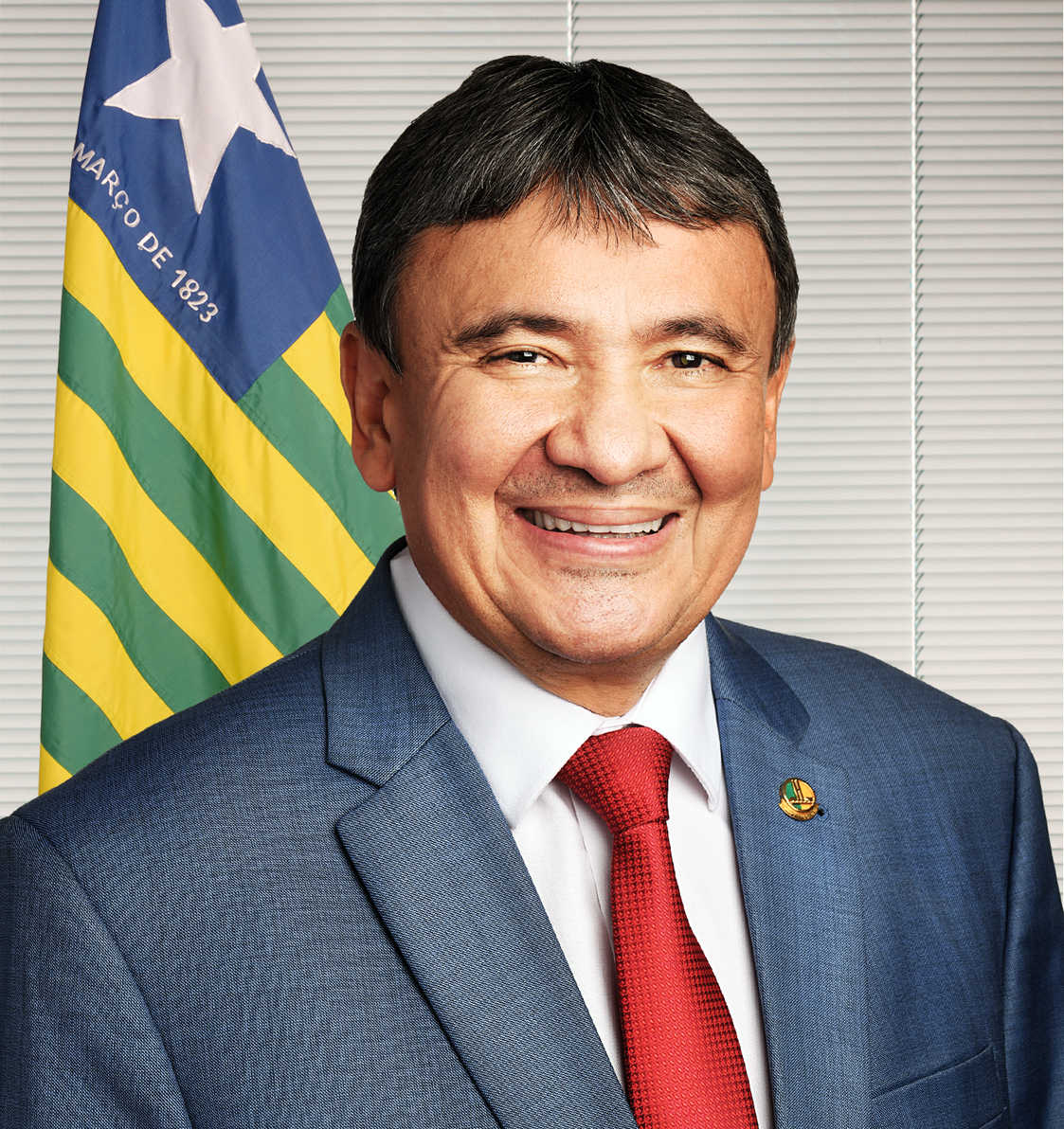
Wellington Dias, atual Ministro de Estado do Desenvolvimento e Assistência Social, Família e Combate à Fome.

## Ministros
| Nº                                     | Foto                                   | Nome                                   | Início                | Fim                    | Presidente                |
| -------------------------------------- | -------------------------------------- | -------------------------------------- | --------------------- | ---------------------- | ------------------------- |
| 1                                      |                                        | Patrus Ananias                         | 23 de janeiro de 2004 | 31 de março de 2010    | Luiz Inácio Lula da Silva |
| 2                                      |                                        | Márcia Lopes                           | 31 de março de 2010   | 31 de dezembro de 2010 | Luiz Inácio Lula da Silva |
| 3                                      |                                        | Tereza Campello                        | 1 de janeiro de 2011  | 12 de maio de 2016     | Dilma Rousseff            |
| 4                                      |                                        | Osmar Terra                            | 12 de maio de 2016    | 10 de abril de 2018    | Michel Temer              |
| 5                                      |                                        | Alberto Beltrame                       | 10 de abril de 2018   | 31 de dezembro de 2018 | Michel Temer              |
| Incorporado ao Ministério da Cidadania | Incorporado ao Ministério da Cidadania | Incorporado ao Ministério da Cidadania | 1 de janeiro de 2019  | 31 de dezembro de 2022 | Jair Bolsonaro            |
| 6                                      |                                        | Wellington Dias                        | 1 de janeiro de 2023  | —                      | Luiz Inácio Lula da Silva |